# Dericorys guichardi
Dericorys guichardi är en insektsart som beskrevs av Vitaly Michailovitsh Dirsh 1950. Dericorys guichardi ingår i släktet Dericorys och familjen Dericorythidae. Inga underarter finns listade i Catalogue of Life.